# Luiz Adriano
Luiz Adriano de Souza da Silva (Porto Alegre, 1987. április 12. –) brazil válogatott labdarúgó, jelenleg a Szpartak Moszkva labdarúgó csatára.

## Pályafutása

### Shakhtar Donetsk
Adrianót 2007. március 2-án megvásárolták az Internacional csapatától 3 millió euróért.
2007. március 19-én debütált az ukrán Premier Ligában egy városi rangadón a Metalurh Donetsk elleni mérkőzésen, 19 évesen és 11 hónaposan.
2008. március 15-én, majdnem egy év várakozás után megszerezte az első gólját a Metalist Kharkiv elleni 4–1-re végződött mérkőzésen.

#### Bajnokok Ligája
2008. augusztus 28-án Adriano megszerezte első gólját az európai porondon, a csoportkörbe jutásért; a Dinamo Zagreb elleni 3–1-es megnyert mérkőzésén lőtte első gólját. Bejutottak a csoportkörbe, de végül kiestek. Így a Werder Bremen csapatát kellett legyőzniük. A meccs vége 2–0-ra végződött és ennek köszönhetően a csapat megnyerte 2009-es UEFA-kupát.

## Sikerei, díjai

### Klub
- Internacional
  - FIFA-klubvilágbajnokság: 2006
- Sahtar Doneck
  - Ukrainian Premier League győztes (6): 2007–08, 2009–10, 2010–11, 2011–12, 2012–13, 2013–14
  - Ukrán kupagyőztes (4): 2007–08, 2010–11, 2011–12, 2012–13
  - Ukrán labdarúgó-szuperkupa győztes (5): 2008, 2010, 2012, 2013, 2014
  - UEFA-kupa: 2008-09
- AC Milan
  - Olasz szuperkupa: 2016
- Szpartak Moszkva:
  - Orosz bajnok: 2017

### Egyéni
- Ukrán gólkirály (1): 2013–14